# Petit (Bezirk)
Der Bezirk Petit ist einer von 25 Bezirken (Municipios) des venezolanischen Bundesstaates Falcón und liegt in dessen Zentrum zwischen der San-Luis-Bergkette und dem Fluss Los Remedios, 850 m ü. M. Landwirtschaft ist der wichtigste Wirtschaftszweig der Region.
Im Norden befindet sich der Nationalpark Sierra de San Luis.

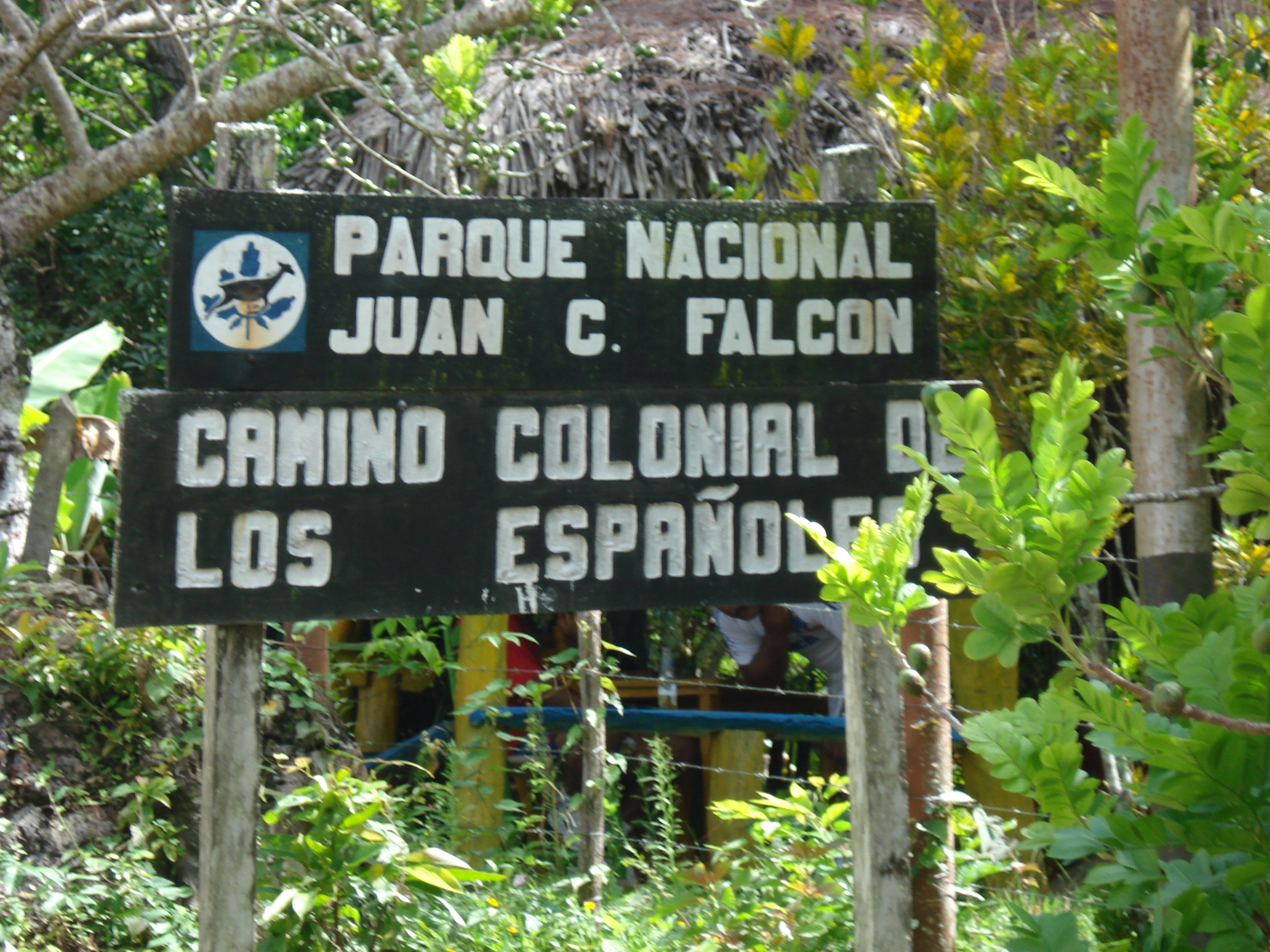
Königlicher Weg der Spanier

## Geschichte
Die Region war früher Siedlungsgebiet der Jirajara. Als die Spanier ankamen, waren ihre Anführer Cahure und Bacoa, die sich gegen die Spanier erhoben. 
1795 fand in dieser Region ein Aufstand von Sklaven und Bauern statt, die von den Spaniern niedergeschlagen wurde. Der Anführer, Chirino, sowie mehrere seiner Leute, wurden hingerichtet.

## Orte
Der Bezirk besteht aus drei Gemeinden:
- Cabure (Hauptort)
- Colina
- Curimagua

## Politik
Der Bezirk wird zurzeit von der PSUV regiert. Bei den Wahlen für die Nationalversammlung 2010 erzielte die PSUV 70,96 % der Stimmen. Bei den 2008-Regionalwahlen bekam sie 67,17 % der Stimmen.